# Вірівка (Ємільчинська селищна громада)
Ві́рівка — село в Україні, у Ємільчинській селищній територіальній громаді Звягельського району Житомирської області. Чисельність населення становить 156 осіб (2001). До 1939 року — слобода.

## Населення
Наприкінці 19 століття в поселенні проживало 385 осіб, дворів — 64, у 1906 році — 364 мешканці, дворів — 57, у 1923 році — 520 жителів, дворів — 87, у 1924 році — 525 осіб (з перевагою населення польської національности), дворів — 87.
Відповідно до результатів перепису населення СРСР, кількість населення, станом на 12 січня 1989 року, становила 213 осіб. Станом на 5 грудня 2001 року, відповідно до перепису населення України, кількість мешканців села становила 156 осіб.

### Мова
Розподіл населення за рідною мовою за даними перепису 2001 року:
| Мова       | Відсоток |
| ---------- | -------- |
| українська | 100 %    |

## Історія
Наприкінці 19 століття — колонія Емільчинської волості Новоград-Волинського повіту, за 53 версти (58 км) від повітового міста.
У 1906 році — слобода Емільчинської волості (2-го стану) Новоград-Волинського повіту Волинської губернії. Відстань до повітового центру, м. Новоград-Волинський, становила 53 версти, від волосного центру, містечка Емільчин — 14 верст. Найближче поштово-телеграфне відділення розміщувалося в Емільчині.
У 1923 році включена до складу новоствореної Нараївської сільської ради, яка 7 березня 1923 року увійшла до складу новоутвореного Ємільчинського району Коростенської округи. Розміщувалася за 15 верст від районного центру, міст. Емільчин, та за 2 версти — від центру сільської ради, с. Нараївка. 8 вересня 1925 року передана до складу новоутвореної Анжелинської (згодом — Красногірська) сільської ради Емільчинського (згодом — Ємільчинський) району. У 1939 році віднесена до категорії сіл.
11 серпня 1954 року, внаслідок об'єднання сільських рад, село підпорядковане Нараївській сільській раді Ємільчинського району Житомирської області. 29 червня 1960 року, внаслідок ліквідації Нараївської сільської ради, село включене до складу Андрієвицької сільської ради Ємільчинського району. 12 серпня 1974 року, відповідно до рішення Житомирського облвиконкому № 342 «Про зміни в адміністративно-територіальному поділі окремих районів області в зв'язку з укрупненням колгоспів», село підпорядковане Великояблунецькій сільській раді Ємільчинського району.
29 березня 2017 року увійшло до складу новоутвореної Ємільчинської сільської територіальної громади Ємільчинського району Житомирської області. Від 19 липня 2020 року, разом з громадою, в складі новоутвореного Новоград-Волинського (згодом — Звягельський) району Житомирської області.

## Відомі люди
- Грабовський Валентин Болеславович (1937—2004), український поет.